# 上野大樹
上野 大樹（うえの ひろき、1986年10月13日 - ）は、東京都足立区出身の元プロ野球選手（投手）。右投右打。元プロ野球選手の上野貴久は実兄。

## 経歴

### プロ入り前
帝京高では1年夏に甲子園出場するが登板なし。東洋大学に進学。3年秋までは1勝止まりだったが、2008年の第57回全日本大学野球選手権大会にて、最優秀投手賞に選ばれる。4年秋はMVP、最優秀投手の活躍で、明治神宮野球大会にも優勝して4冠に貢献。東都大学リーグ通算8勝3敗。
2008年のドラフト会議で千葉ロッテマリーンズから3位指名され、12月19日に契約した。

### プロ入り後
2009年には、7月3日の対オリックス・バファローズ戦（千葉マリンスタジアム）に中継ぎ投手として一軍デビュー。8月21日の対埼玉西武ライオンズ戦（西武ドーム）で初勝利を挙げるなど、一軍公式戦16試合の登板で、1勝1敗、防御率3.94という成績を残した。
2010年には、一軍公式戦7試合に登板したが、1勝も挙げられなかった。
2011年には、7月9日に救援でシーズン初の一軍戦登板。同月17日の福岡ソフトバンクホークス戦で一軍初の先発マウンドに立つと、被安打6・無四球という内容で完封勝利を記録した。その後は、先発ローテーションの一角を担いながら13試合に登板。4勝7敗、防御率3.55という内容でシーズンを終えた。
2013年には、この年から一軍監督に就任した伊東勤の方針で中継ぎに再転向。開幕直後の4月6日にシーズン初の出場選手登録を果たすと、一軍公式戦42試合（先発1試合）の登板で、防御率3.06を記録した。
2014年には、6月17日の対横浜DeNAベイスターズ戦（横浜スタジアム）8回裏2死満塁からの登板で勝利を挙げるなど、前年に続いて中継ぎで起用。一軍公式戦には、31試合の登板で2勝を挙げたが、プロ入り後自己最多の12本塁打を浴びた。
2015年には、一軍公式戦2試合に登板。通算2イニングで1勝を挙げたが、10月3日に球団から戦力外通告を受けた。11月10日には、シートバッティング形式の12球団合同トライアウト（草薙球場）に参加するも、白根尚貴から三塁打を浴びるなど、対戦した打者3人全員に安打を許し、同月29日に現役引退を表明した。

### 現役引退後
2015年12月10日に、マリーンズ・ベースボール・アカデミーのテクニカルコーチへ就任することがロッテ球団から発表された。2018年1月からは、スタジアム部へ異動。「ホスピタリティグループおもてなし担当」として活動。2023年からは球団広報。

## 選手としての特徴

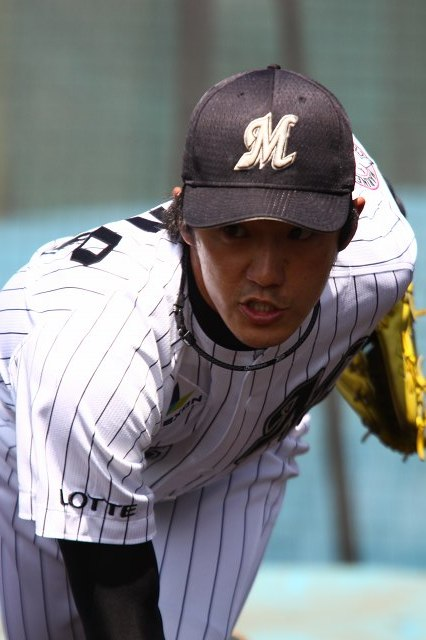
2011年、ロッテ浦和球場にて

平均球速約136km/h、最速148km/hのストレートとスライダーを中心に、フォーク、カーブ、まれにシュートを織り交ぜる本格派右腕。

## 人物
東洋大4年の2008年から使い始めた黄色（正確にはナチュラルライム色）のグラブがトレードマーク。大学時代時はチーム内でも地味な存在だったが、最上学年になる際にもっと自分を出そうと決心して形にしたもので、HEROの刺繍も名前のもじりとヒーローになるんだという意思も表している。新しいグラブが届くと2時間以上をかけて油で磨き、1か月は使わない。そうすることで長持ちし色落ちもしにくいと言う。努力家で、2014年までのチームメイトだった成瀬善久が舌を巻くほど練習へ熱心に取り組んでいた。

## 詳細情報

### 年度別投手成績
| 年 度     | 球 団     | 登 板 | 先 発 | 完 投 | 完 封 | 無 四 球 | 勝 利 | 敗 戦 | セ 丨 ブ | ホ 丨 ル ド | 勝 率 | 打 者 | 投 球 回 | 被 安 打 | 被 本 塁 打 | 与 四 球 | 敬 遠 | 与 死 球 | 奪 三 振 | 暴 投 | ボ 丨 ク | 失 点 | 自 責 点 | 防 御 率 | W H I P |
| --------- | --------- | ----- | ----- | ----- | ----- | -------- | ----- | ----- | -------- | ----------- | ----- | ----- | -------- | -------- | ----------- | -------- | ----- | -------- | -------- | ----- | -------- | ----- | -------- | -------- | ------- |
| 2009      | ロッテ    | 16    | 0     | 0     | 0     | 0        | 1     | 1     | 0        | 0           | .500  | 135   | 29.2     | 31       | 1           | 15       | 2     | 0        | 23       | 0     | 0        | 14    | 13       | 3.94     | 1.55    |
| 2010      | ロッテ    | 7     | 0     | 0     | 0     | 0        | 0     | 0     | 0        | 0           | ----  | 67    | 15.0     | 16       | 0           | 7        | 0     | 0        | 6        | 0     | 0        | 7     | 7        | 4.20     | 1.53    |
| 2011      | ロッテ    | 14    | 13    | 1     | 1     | 1        | 4     | 7     | 0        | 0           | .364  | 349   | 83.2     | 82       | 3           | 19       | 1     | 4        | 36       | 1     | 2        | 36    | 33       | 3.55     | 1.21    |
| 2012      | ロッテ    | 5     | 5     | 0     | 0     | 0        | 0     | 1     | 0        | 0           | .000  | 104   | 26.0     | 24       | 2           | 6        | 0     | 2        | 11       | 0     | 1        | 9     | 8        | 2.77     | 1.15    |
| 2013      | ロッテ    | 42    | 1     | 0     | 0     | 0        | 3     | 0     | 0        | 2           | 1.000 | 269   | 61.2     | 65       | 6           | 25       | 1     | 0        | 41       | 0     | 0        | 23    | 21       | 3.06     | 1.46    |
| 2014      | ロッテ    | 31    | 0     | 0     | 0     | 0        | 2     | 1     | 0        | 0           | .667  | 185   | 44.1     | 44       | 12          | 12       | 0     | 1        | 24       | 1     | 0        | 23    | 22       | 4.47     | 1.26    |
| 2015      | ロッテ    | 2     | 0     | 0     | 0     | 0        | 1     | 0     | 0        | 0           | 1.000 | 9     | 2.0      | 2        | 0           | 1        | 0     | 0        | 3        | 0     | 0        | 2     | 2        | 9.00     | 1.50    |
| 通算：7年 | 通算：7年 | 117   | 19    | 1     | 1     | 1        | 11    | 10    | 0        | 2           | .524  | 1118  | 262.1    | 264      | 24          | 85       | 4     | 7        | 144      | 2     | 3        | 114   | 106      | 3.64     | 1.33    |

### 記録
- 初登板：2009年7月3日、対オリックス・バファローズ7回戦（千葉マリンスタジアム）、7回表1死に2番手で救援登板・完了、2回2/3無失点
- 初奪三振：同上、7回表に鈴木郁洋から空振り三振
- 初勝利：2009年8月21日、対埼玉西武ライオンズ16回戦（西武ドーム）、5回裏1死に2番手で救援登板、1回2/3無失点
- 初先発登板・初先発勝利・初完投・初完投勝利・初完封勝利：2011年7月17日、対福岡ソフトバンクホークス11回戦（QVCマリンフィールド）

### 背番号
- 15 （2009年 - 2015年）

### 登場曲
- 「Memory」Sugarcult （2009年 - ）
- 「It's my life」Bon Jovi （2010年 - ）